# University of Nowhere
 (avril 2023).
Albums de AqME
Sombres Efforts
(2002)
University of Nowhere est la première démo du groupe de rock alternatif français AqME, sortie en 1999.
Son titre fait référence au rattachement du groupe à la Team Nowhere, collectif musical dont des membres d'autres groupes (Kemar de Pleymo, Bill d'Enhancer et Franklin de noisy fate) s'invitent sur deux morceaux.
D'abord éditée à 500 exemplaires, la démo sera vite épuisée. Le groupe décidera donc de la rééditer à 2 000 exemplaires, en avril 2001, avec 3 pistes bonus ainsi qu'un nouveau visuel.

## Liste des titres
1. Encore une fois
2. T.N. avec Kemar (Pleymo) et Bill (Enhancer)
3. À jamais
4. Words
5. Beauté vénéneuse avec Franklin (noisy fate)
6. Sainte ⑴
7. Bulmas ⑴
8. Mis à quia ⑴

⑴ Piste bonus de la réédition de 2000.

## Crédits
- Thomas Thirrion — chant
- Benjamin Rubin — guitare
- Sophie Chaussade — basse
- Etienne Sarthou — batterie